# Cueva del Infierno
La cueva del Infierno es una cueva kárstica, que se encuentra a unos 4 kilómetros al norte de Šempeter en Valle de Savinja. Allí hay una corriente subterránea del arroyo Ponikvica que sale de la cueva bajo el nombre Peklenščica y es el afluente izquierdo de Ložnica. A lo largo de los milenios ha creado un fenómeno único – la cueva kárstica. La cueva se encuentra en un karst aislado en la meseta de Ponikva y fue nombrada por la entrada rocosa que es similar al diablo. La cueva fue visitada ya en los siglos anteriores pero adquirió fama en 1860 cuando la exploró Reibenschuh de Graz. En el interior de la cueva se encontraron huesos de Neandertal. 

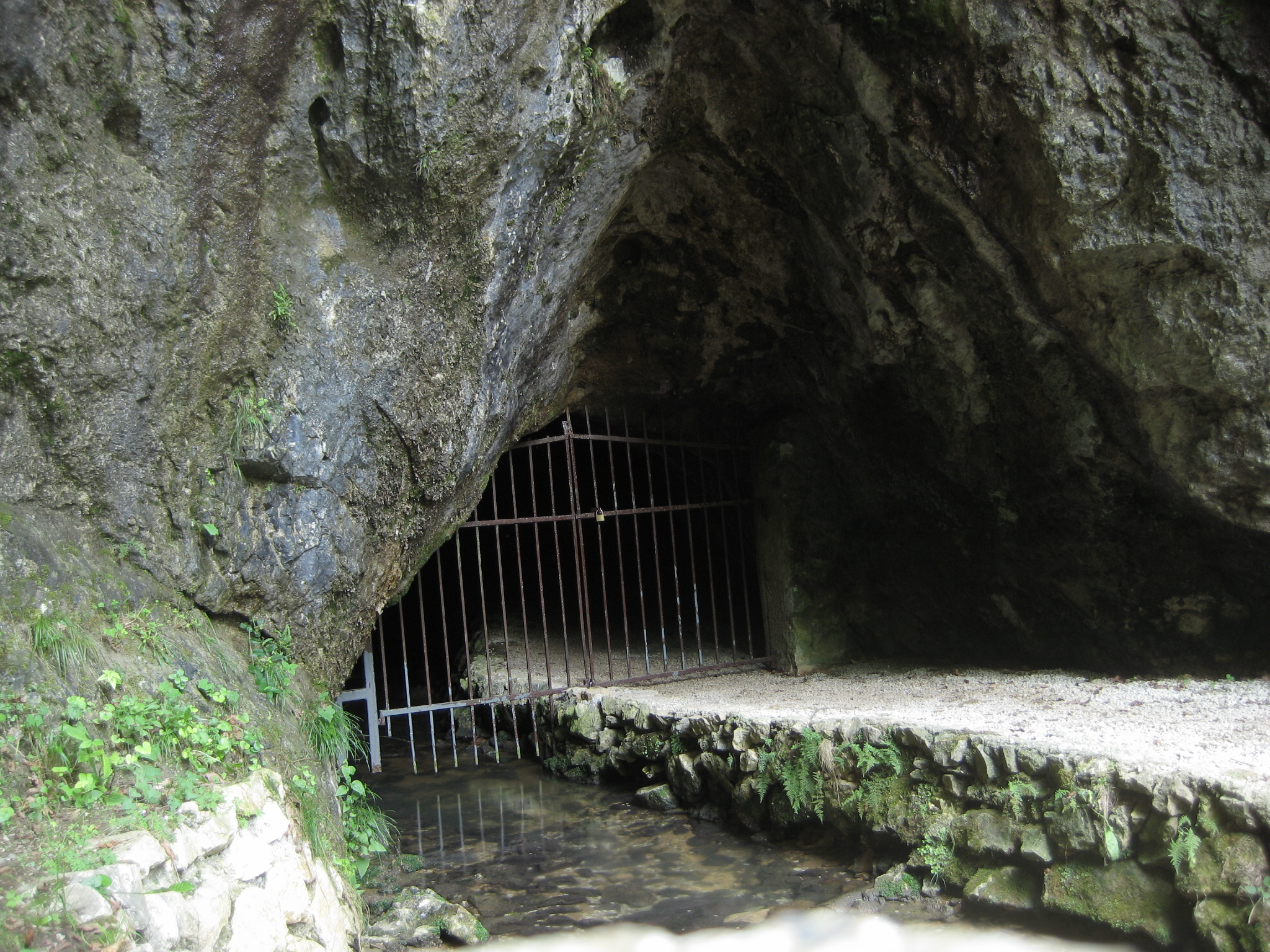
La entrada en la cueva.

## La descripción de la cueva
El arroyo Ponikvica que corre por la cueva y sale como arroyo Peklenščica necesitó más de tres millones de años para ahuecar esta cueva kárstica. La cueva tiene 1 159 metros de caminos turísticamente arreglados y se extiende a dos plantas. La parte inferior del agua circula al lado del arroyo Peklenščica. Allí se puede ver la cascada natural con altura de 4 metros. Después el camino lleva por las escaleras hasta el piso superior que es la parte seca de la cueva. Luego se puede salir de la cueva a través de una salida hecha artificialmente y regresa por un camino forestal hacia la entrada.
La cueva tiene una temperatura constante de 10 grados en la que podemos ver diferentes formas de espeleotemas. Por ejemplo: estalagmitas, estalactitas, banderolas etc.  En la cueva se encuentran también muchas plantas (musgo, alga, liquen) y animales (cangrejo, murciélago, escarabajo, caracol, araña).

## La historia de la cueva
La cueva se remonta a más de tres millones de años. Está situada a 4 kilómetros de Šempeter en Valle de Savinja. La cueva del Infierno es sin duda una de las cuevas más grandes y hermosas de Estiria. Es la única cueva en Eslovenia donde se encontraron los restos del hombre primitivo lo que demuestra que en esta cueva ya había vivido el hombre prehistórico. 
Debido a la entrada de la cueva, donde se extiende un gigante tallado en la roca que con un poco de imaginación nos revela la imagen del diablo, los habitantes tenían mucho miedo de esta cueva. En invierno también suele echar humo de la cueva porque la temperatura exterior es inferior a la temperatura dentro de la cueva. Por todas estas razones la gente estaba convencida de que esta era la entrada al mismo infierno, vigilado por el diablo y por eso le pusieron el nombre la cueva del Infierno.

## Los principios de la exploración
El médico dr. Travber de Žalec fue el primero que difundió la información sobre la cueva y el responsable del comienzo de su exploración. En el año 1860 arregló la cueva para los visitantes y mandó hacer las primeras pasarelas de madera en la parte inicial de la cueva. El público en general se enteró de la cueva en la segunda mitad del siglo XIX. Estos méritos se pueden atribuir al profesor Reibenschuh de Graz que en el año 1866 exploró científicamente la cueva y después publicó sus hallazgos. El interés por la cueva aumentó nuevamente entre 1890 y 1905 cuando se hizo cargo de ella el secretario Ivan Kač de Žalec. Las firmas del año 1880 y más tarde demuestran que la cueva fue visitada a menudo en el siglo pasado, incluso organizaban fiestas en ella.